# Joan Bruguera Teixidó
Joan Bruguera Teixidó   (Catalunya, 1885 - Barcelona, 1933) va ser un editor català, fundador de l'editorial «El Gato Negro», que posteriorment es va convertir en l'Editorial Bruguera, famosa en l'edició d'historietes i còmics durant gran part del segle XX.

## Biografia
Amb un olfacte especial per a allò que era popular, Bruguera va començar el 1910 editant retallables i petits quaderns amb acudits i curiositats. Poc després, va incorporar al seu catàleg la novel·la per lliuraments (com Los amores y aventuras de Luis Candelas, escrita per Antonio Espina) i les biografies de personatges històrics i aventurers com Francis Drake. També es va aventurar en l'adaptació d'històries del romanticisme, com la dels amants de Terol.
El 1921, s'endinsa en les historietes infantils i juvenils, on el TBO havia tingut gran èxit editorial, i publica Pulgarcito, el primer nombre del qual només tenia vuit pàgines, costava cinc cèntims de pesseta i tenia la meitat d'elles a color i les altres en blanc i negre. El mateix Bruguera la va definir com “un diari infantil de contes, historietes, aventures i entreteniments que havia vingut per divertir als nens”. Va ser tal el seu èxit que a les nou setmanes de la seva publicació comptava amb més de 50.000 lectors. En 1924, incorpora en la portada al personatge. La revista Pulgarcito popularitzaria més endavant les historietes de Carpanta, Les germanes Gilda, La família Cebolleta, Zipi i Zape o Mortadel·lo i Filemó.
El 1933, morí Joan Bruguera Teixidó, i El Gato Negro pansa a les mans dels seus fills, sent intervinguda durant la Guerra Civil. Va ser en la postguerra quan el seu fill Francisco Bruguera Grané va canviar definitivament el nom de l'editorial, passant a ser formalment Editorial Bruguera.